# Deh Gol
Deh Gol (persiska: ده گل) är en ort i Iran.   Den ligger i provinsen Kermanshah, i den nordvästra delen av landet, 400 km väster om huvudstaden Teheran. Deh Gol ligger 1 321 meter över havet och antalet invånare är 205.
Terrängen runt Deh Gol är varierad. Runt Deh Gol är det ganska tätbefolkat, med 185 invånare per kvadratkilometer. Närmaste större samhälle är Varmenjeh, 3,1 km sydost om Deh Gol. Trakten runt Deh Gol består till största delen av jordbruksmark.